# Isaac Becerra
Pour les articles homonymes, voir Becerra.
Isaac Becerra, plus connu comme Isaac, né le 18 juin 1988 à Badalone, est un footballeur espagnol qui joue au poste de gardien de but au Cordoue CF.

## Biographie
Avec le club de Paniónios, il joue quatre matchs en première division grecque.
Avec le Girona FC, il joue 128 matchs en deuxième division espagnole.

## Palmarès
- Champion d'Espagne de D3 en 2012 avec le Real Madrid Castilla